# ドミノ (2005年の映画)
『ドミノ』（Domino）は、2005年のアメリカ映画。トニー・スコット監督の作品。実在した元モデルの女バウンティ・ハンター（賞金稼ぎ）、ドミノ・ハーヴェイの自伝的映画。

## ストーリー
ラスベガス警察、取調室での事情聴取。
逃亡犯や仮釈放中の犯罪者の身柄を拘束するバウンティ・ハンターのドミノ（キーラ・ナイトレイ）が、FBI捜査官タリン（ルーシー・リュー）と向き合い、取調べを受けている。ドミノの顔は傷だらけ、手には手錠がかけられている。タリンは、36時間前に発生した1000万ドル強奪事件の首謀者がドミノであると考えていた。追求するタリンに、ドミノがゆっくりと彼女自身の、そして事件の真実を語り始める。
ドミノは、名優ローレンス・ハーヴェイの娘としてロンドンで生まれた。愛する父とともに、恵まれた特権階級の生活を享受し、幸せな日々をおくっていた。しかし、幼い頃に父が急死。華やかで社交家の母・ポーリーン（ジャクリーン・ビセット）は、一日も早く再婚相手を探そうと躍起になっていた。一方ドミノは、そんな生活に馴染めず、いつしか反抗的な態度が目立つようになる。やがて彼女は美しく成長し、15歳で早くもトップ・モデルして活躍する。だが、周囲のモデル仲間やカメラマンと常に衝突。それは、ビバリーヒルズに移り住んでからも繰り返された。空虚な毎日に辟易し、高校、大学進学後も彼女の行動は益々エスカレート。まもなく、暴力事件を起こして大学を退学、荒れた生活が続く。
そんな中、大きな転機が訪れる。
それは、偶然目にした新聞広告の『バウンティ・ハンター募集』の文字。生きている実感を探し求めていたドミノは、心が湧き立つのを感じた。バウンティ・ハンターになることを固く心に誓ったドミノは、有名な保釈金保証人のクレアモント（デルロイ・リンドー）主催の養成セミナーに参加し、無理やり仲間入りを果たす。
彼女のパートナーは、リーダー格のエド（ミッキー・ローク）と、アブナイ雰囲気が漂うチョコ（エドガー・ラミレス）。
初仕事でいきなり命を失いかけながらも、見事成功を収めたドミノ。本格的にバウンティ・ハンターへの道を進みだすとともに、銃撃戦も珍しくない死と隣り合わせのスリルに魅せられていく。その後、運転手としてアフガニスタン人のアルフ（リズワン・アバシ）を仲間に加え、4人は絆を深めていき、その関係は家族同然のものとなる。
そして、そんな彼女らの存在を知り興味を抱いたテレビ局が取材を申し込んでくる。

## キャスト
※括弧内は日本語吹替
- ドミノ・ハーヴェイ - キーラ・ナイトレイ（眞鍋かをり）
- エド・モズビー - ミッキー・ローク（菅生隆之）
- チョコ - エドガー・ラミレス（高宮俊介）
- クレアモント・ウィリアムズ3世 - デルロイ・リンドー（土師孝也）
- アルフ - リズワン・アバシ（石住昭彦）
- タリン・マイルズ - ルーシー・リュー（坪井木の実）
- マーク・ハイス - クリストファー・ウォーケン（有本欽隆）
- キミー - ミーナ・スヴァーリ
- ポーリーン・ストーン - ジャクリーン・ビセット（鈴木弘子）
- ラティーシャ・ロドリゲス - モニーク
- ラシャンドラ・デイヴィス - メイシー・グレイ
- ラシンドラ・デイヴィス - ションドレラ・エーヴリー
- ドレイク・ビショップ - ダブニー・コールマン
- ラウル・チャベス - ジョゼフ・ヌネス
- 放浪者 - トム・ウェイツ
- ブライアン・オースティン・グリーン（本人役） - ブライアン・オースティン・グリーン（佐々木望）
- アイアン・ジーリング（本人役） - アイアン・ジーリング（堀内賢雄）

## 評価
レビュー・アグリゲーターのRotten Tomatoesでは155件のレビューで支持率は18%、平均点は4.10/10となった。Metacriticでは36件のレビューを基に加重平均値が36/100となった。

## エピソード
- モデルとなったドミノ・ハーヴェイは、2004年に撮影が開始されてから度々セットを訪れていた。一部報道では、彼女が映画の内容に関して不満を持っているとされたが、関係者は、彼女はこの作品を気に入っていたと語っている。しかし、この映画の完成直前、2005年6月に35歳で死去した。
- 劇中に、ドミノの実父であるローレンス・ハーヴェイ出演作『影なき狙撃者』（1962年）が登場している。